# Ataenius peregrinator
Ataenius peregrinator är en skalbaggsart som beskrevs av Edgar von Harold 1877. Ataenius peregrinator ingår i släktet Ataenius och familjen Aphodiidae. Inga underarter finns listade.